# كنيسة تيناون
كنيسة تيناون أو كنيسة سيدة الرعاية (بالإسبانية: Iglesia de Tenaún أو Iglesia de Nuestra Señora del Patrocinio) هي كنيسة رومانيّة كاثوليكيّة تقع في بلدة تيناون، ضمن بلدية دالكاوي في تشيلي. تم تشييدها عندما كان أرخبيل تشيلوي لايزال جزءًا من ممتلكات التاج الإسباني، حيث تمثّل اندماجًا بين الثقافة اليسوعيّة الأوروبيّة ومهارات الشعوب الأصليّّة وتقاليدها، وهي مثال على ثقافة المستيزو.
تم إعلان كنيسة تيناون كأحد المعالم الأثرية الوطنية لشيلي في عام 1999. وهي واحدة من 16 كنيسة في شيلوي التي تم إعلانها كموقع تراث عالمي لليونسكو في 30 نوفمبر 2000.
تُعتبر كنيسة تيناون واحدة من أقدم الكنائس التقليديّة في تشيلوي، والتي بقيت سليمة تقريبًا من عصر البعثة اليسوعيّة.

## خصائص هندسية
يبلغ طول الكنيسة 42.2 متر (138 قدم) وعرضها 14 متر (46 قدم) ، ويبلغ ارتفاع الصحن المركزي 6.9 متر (23 قدم) ، بينما يبلغ ارتفاع الصحن الجانبي 4.3 متر (14 قدم). يبلغ ارتفاع أعلى برج فيها 26.1 متر (86 قدم).
الكنيسة قائمة على قاعدة من الحجارة وخشب محلي. يتكون هيكلها بشكل أساسي من أخشاب أشجار استوائية. البطانة الداخلية مصنوعة من خشب الصنوبر ، في حين أن الغطاء الخارجي مصنوع من صفائح الصنوبر و السرو. السقف مصنوع من صفائح مموجة من الحديد المجلفن.
تتمتع كنيسة تانين بحالة جيدة من الصيانة. تم ترميمها في عام 1999 ، بين عامي 2005 و 2006 ، تم ترميم البرج والواجهة ؛ بين مايو 2010 ومايو 2011 ، تم ترميم صحن الكنيسة والقبو.

## الحماية
تُعتبر هذه الكنيسة واحدة من 16 كنيسة خشبية فريدة تم إدراجها على قائمة التراث العالمي التابعة لليونيسكو في عام 2000 تحت مسمى كنائس تشيلوي. كما قامت جامعة تشيلي، ومؤسسة كنائس تشيلوي الثقافية، وغيرها من المؤسسات بجهود كبيرة للحفاظ على هذه المنشآت التاريخيّة.

## الموقع
تقع كنيسة تيناون ضمن بلدية دالكاوي (التي يقع فيها أيضًا كنيسة سان خوان باوتيستا وكنيسة سيدة الأحزان)، شرق أرخبيل تشيلوي.